# Isaac Hempstead-Wright
William Isaac Hempstead-Wright (Surrey, Anglaterra, 19 d'abril de 1999) és un actor anglès. Debutà el 2011 amb el paper d'en Tom a la pel·lícula The Awakening. Aquell mateix any fou escollit per al paper de Bran Stark a la popular sèrie d'HBO Game of Thrones, pel qual fou nominat per a un Premis Artista Jove al Millor Actor Secundari jove en una sèrie de televisió.

## Filmografia

### Cinema
| Any  | Títol          | Paper    | Notes           |
| ---- | -------------- | -------- | --------------- |
| 2011 | The Awakening  | Tom      |                 |
| 2013 | Closed Circuit | Tom Rose |                 |
| 2014 | The Boxtrolls  | Eggs     | Veu i moviments |

### Televisió
| Any       | Títol           | Paper      | Notes                               |
| --------- | --------------- | ---------- | ----------------------------------- |
| 2011–2019 | Game of Thrones | Bran Stark | Paper principal (Temorades 1-4, 6-) |
| 2014      | Family Guy      | Aidan      | Veu 1 episodi                       |